# Elmo
Elmo es una marioneta del programa de televisión Sesame Street.
Es un pequeño títere rojo y peludo con ojos fijos y nariz anaranjada que tiene 3 años y medio. Su cumpleaños es el 3 de febrero, su papel en la serie es presentar actos educativos apoyándose en sus compañeros. Su color favorito es el rojo.
Tiene actualmente un segmento completo de Sesame Street titulado El Mundo de Elmo, en el que actúa en tercera persona. Su pez dorado Dorothy lo acompaña, al igual que el Sr. Noodle y el hermano y hermana de este. Su titiritero fue Kevin Clash desde 1984 hasta 2012, cuando Clash renunció a Sesame Street. Desde entonces y en la actualidad este rol lo desempeña el titiritero Ryan Dillon.

## Juguetes
Muchos de estos productos tienen frases, chistes y cuentos, además de efectuar movimientos al hablar.

## Actor de doblaje
Actualmente Eduardo Garza hace la voz de Elmo en Plaza Sésamo para los segmentos de Sesame Street, mientras que Carlos Martello hace la voz en los segmentos mexicanos, mientras que hace la voz en los segmentos para Chile y el resto de Hispanoamérica.